# Szkarpawa
Szkarpawa – rzeka będąca kiedyś jednym z ramion ujściowych Wisły, teraz oddzielona od niej śluzą Gdańska Głowa i praktycznie pozbawiona nurtu. Dawniej nazywana była Wisłą Elbląską.

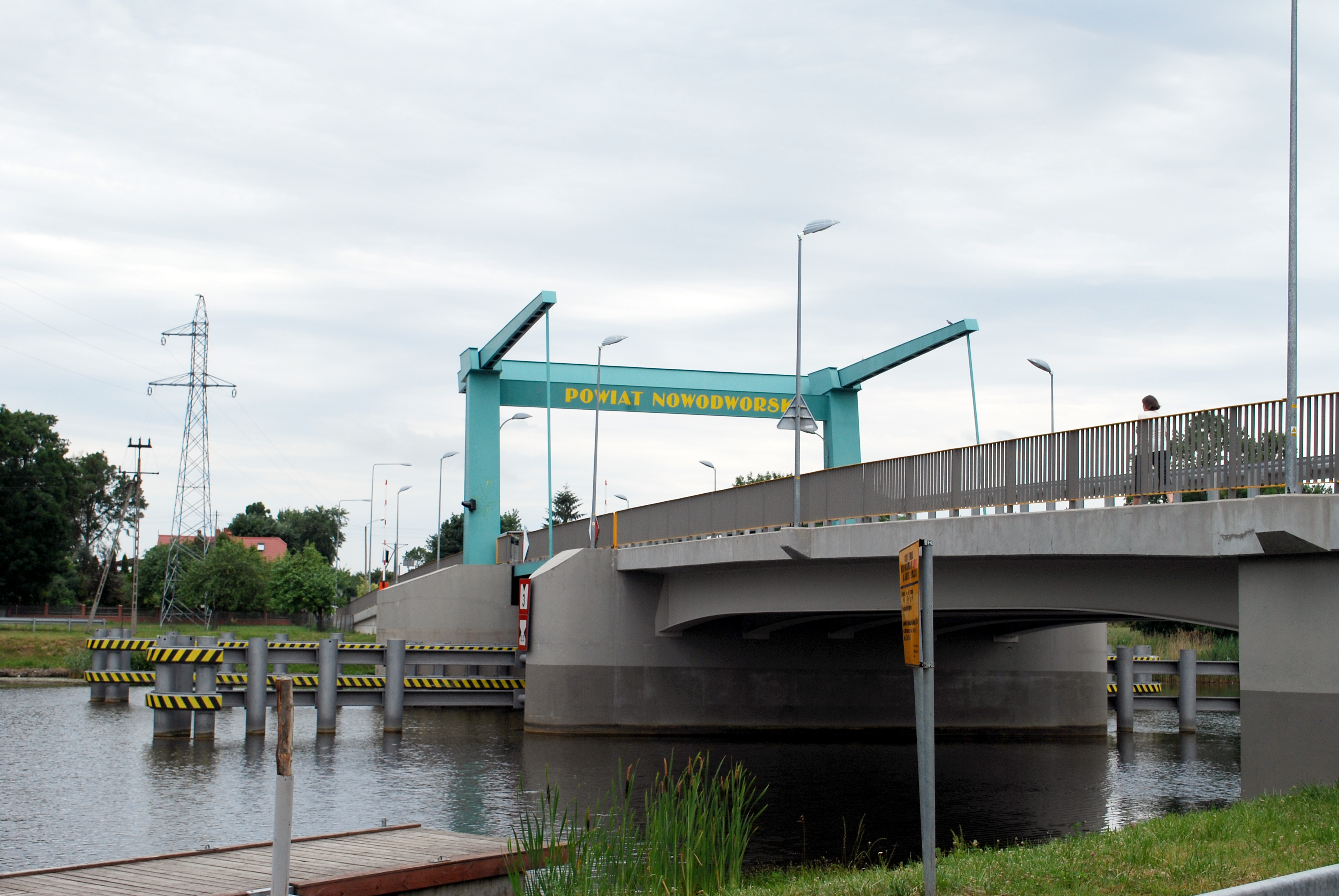
Most zwodzony na Szkarpawie w Drewnicy

Uchodzi do Zalewu Wiślanego dwoma ramionami – właściwą Szkarpawą we wsi Osłonka, niedaleko ujścia Nogatu i odnogą zwaną Wisłą Królewiecką w Kobylej Kępie, oddzielającą się od głównego koryta w odległości 16 km od Gdańskiej Głowy.
Rzeka na całej długości jest obwałowana i żeglowna, stanowi część drogi wodnej Gdańsk – Elbląg. Głębokość toru wodnego wynosi ok. 2,5 m, na niektórych odcinkach jest on oznakowany. Zgodnie z Rozporządzeniem Rady Ministrów z 2002 r. ws. klasyfikacji śródlądowych dróg wodnych, Szkarpawa ma klasę żeglowną II na całej długości.
Wody Szkarpawy według kryterium bakteriologicznego i fizykochemicznego zaliczane są do pozaklasowych.